# Dorian Blues
Dorian Blues es una película estadounidense del año 2004, escrita y dirigida por Tennyson Bardwell. La trama gira en torno al adolescente Dorian Lagatos durante el tránsito de descubrir y aceptar su homosexualidad.

## Argumento
Dorian se da cuenta de que es gay durante su último curso en el instituto y tras tener un contacto con otro chico gay sigue estando confundido, con lo que empieza una terapia psicológica, a continuación busca ayuda en la iglesia, y por fin se decide a contárselo a su hermano. Éste, por petición de Dorian, le enseña a luchar y concierta una cita con una prostituta para intentar volverlo heterosexual, pero nada de ello funciona. Dorian decide contarle a su padre que es gay, con lo que éste lo echa de casa. Se va entonces a vivir a Nueva York, donde empieza a salir con un chico, quien sin embargo lo deja tras dos meses de relación. Durante una visita de su hermano, ambos descubren que su padre ha muerto de un ataque al corazón y la película termina con el funeral, donde su madre le dice que lamenta no haberle parado los pies a su padre cuando éste se comportaba de forma hostil y le pide a su hijo que no guarde odio dentro de él.

## Recepción de la crítica
Dorian Blues ganó el premio del público y el premio "Director Emergente" en el Cinequest Film Festival en San José, donde tuvo su estreno mundial. Ganó, también, el premio especial del jurado en el Fort Lauderdale Film Festival, el premio del público en el Lake Placid Film Festival y el premio al mejor guion en el New York Lerbian, Gay, Bisexual, & Transgender Film Festival, que fue patrocinado por el Writers Guild East. Ganó el premio del público al mejor largometraje en el Outfest, que incluye un premio de 5.000 dólares en efectivo patrocinado por HBO. La película, también, ganó el premio del público a la mejor película en el Long Island International Film Forum y, el premio del público también, en el Philadelphia International Gay & Lesbian Film Festival. Dorian Blues ganó el premio del público en el 2005 Out Far! Lesbian & Gay Film Festival en Phoenix, Arizona. 

## Lugares del rodaje
Algunas de las escenas de la película fueron filmadas en Delmar y Glenmont, Nueva York; y otras de las escenas en el Bethlehem Central High School.

## Reparto
| Actor                | Personaje      |
| -------------------- | -------------- |
| Michael McMillian    | Dorian Lagatos |
| Lea Coco             | Nicky Lagatos  |
| Charles Fletcher     | Tom Lagatos    |
| Mo Quigley           | Maria Lagatos  |
| Austin Basis         | Spooky         |
| Ryan Kelly Berkowitz | Tiffany        |
| Chris Dallman        | Andrew         |
| Carl Danna           | priest         |
| Leslie Elliard       | therapist      |
| Sian Heder           | Ellie          |
| Cody Nickell         | Ben            |
| Jeff Paul            | social worker  |